# Рудное (Оренбургская область)
Рудное — село в Тюльганском районе Оренбургской области России. Входит в состав Ивановского сельсовета.

## История
Хутор Новая Америка основан в 1909 г. переселенцами из села Троицкое.
В 1962 г. указом Президиума Верховного Совета РСФСР хутор Новая Америка переименован в село Рудное.

## Население
| 2010 |
| ---- |
| 207  |